# Швеция на летних Олимпийских играх 2000
Швеция на летних Олимпийских играх 2000 была представлена 150 спортсменами. По сравнению с прошлыми играми сборная Швеции поднялась на 11 позиций вверх, завоевав на 2 золотые медали больше. Лучшей в составе сборной Швеции стала пловчиха Тереза Альсхаммар, завоевавшая три медали.

## Награды

### Золото
| Золото |                 |                                 |
| №      | Спортсмены      | Вид спорта (дисциплина)         |
| 1      | Микаэль Юнгберг | Греко-римская борьба (до 97 кг) |
| 2      | Ларс Фрёландер  | Плавание (100 м, баттерфляй)    |
| 3      | Йонас Эдман     | Стрельба (винтовка, лёжа)       |
| 4      | Пиа Хансен      | Стрельба (дубль-трап)           |

### Серебро
| Серебро | |                                           |
| №       | Спортсмены | Вид спорта (дисциплина)                   |
| 1       | Магнус Висландер, Томас Свенссон, Пьерр Торссон, Любомир Враньеш, Стаффан Ольссон, Йохан Петерссон, Томас Сивертссон, Андреас Ларссон, Ола Линдгрен, Стефан Лёвгрен, Мартин Френдесьо, Матиас Франзен, Петер Гентзель, Магнус Андерссон, Мартин Боквист | Гандбол (мужчины)                         |
| 2       | Хенрик Нильссон Маркус Оскарссон | Гребля на байдарках и каноэ (1000 м, К-2) |
| 3       | Ян-Уве Вальднер | Настольный теннис (мужчины)               |
| 4       | Тереза Альсхаммар | Плавание (50 м, вольный стиль)            |
| 5       | Тереза Альсхаммар | Плавание (100 м, вольный стиль)           |

### Бронза
| Бронза | |                                             |
| №      | Спортсмены | Вид спорта (дисциплина)                     |
| 1      | Кайса Бергквист | Лёгкая атлетика (прыжки в высоту)           |
| 2      | Фредрик Лёёф | Парусный спорт (класс Финн)                 |
| 3      | Тереза Альсхаммар Йоханна Сьёберг Луиза Йёнке Анна-Карин Каммерлинг Йозефин Лиллхаге (предв.) Малин Сванстрём (предв.) | Плавание (4×100 м, эстафета, вольный стиль) |

## Состав и результаты олимпийской сборной Швеции

### Дзюдо
Спортсменов — 2
Соревнования по дзюдо проводились по системе на выбывание. В утешительные раунды попадали спортсмены, проигравшие полуфиналистам турнира. Два спортсмена, одержавших победу в утешительном раунде, в поединке за бронзу сражались с проигравшими в полуфинале.
Мужчины
| Соревнование | Спортсмены         | Первый раунд       | Второй раунд                     | 1/8 финала           | Четвертьфинал        | Полуфинал            | Финал                | Место |
| Соревнование | Спортсмены         | Соперник Результат | Соперник Результат               | Соперник Результат   | Соперник Результат   | Соперник Результат   | Соперник Результат   | Место |
| ------------ | ------------------ | ------------------ | -------------------------------- | -------------------- | -------------------- | -------------------- | -------------------- | ----- |
| до 66кг      | Габриэль Бенгтссон | Не участвовал      | Э. Гимарайнш (BRA) П 0011 — 1000 | Завершил выступление | Завершил выступление | Завершил выступление | Завершил выступление | —     |

Женщины
| Соревнование | Спортсмены         | Первый раунд       | 1/8 финала                 | Четвертьфинал                    | Полуфинал             | Финал                 | Место |
| Соревнование | Спортсмены         | Соперник Результат | Соперник Результат         | Соперник Результат               | Соперник Результат    | Соперник Результат    | Место |
| ------------ | ------------------ | ------------------ | -------------------------- | -------------------------------- | --------------------- | --------------------- | ----- |
| до 57 кг     | Пернилла Андерссон | Не участвовала     | Д. Гал (NED) В 0000 — 0000 | М. Пекли (AUS) П 0100 — 0101     | Завершила выступление | Завершила выступление | —     |
| до 57 кг     | Пернилла Андерссон | Не участвовала     | Д. Гал (NED) В 0000 — 0000 | Утешительный турнир              | Завершила выступление | Завершила выступление | —     |
| до 57 кг     | Пернилла Андерссон | Не участвовала     | Д. Гал (NED) В 0000 — 0000 | З. Гусейнова (AZE) П 0000 — 0111 | Завершила выступление | Завершила выступление | —     |

### Плавание
Спортсменов — 14
В следующий раунд на каждой дистанции проходили лучшие спортсмены по времени, независимо от места занятого в своём заплыве.
Мужчины
| Спортсмен                                                                  | Соревнование          | Предварительные заплывы | Предварительные заплывы | Полуфиналы | Полуфиналы | Финал     | Финал     |
| Спортсмен                                                                  | Соревнование          | Результат               | Место                   | Результат  | Место      | Результат | Место     |
| -------------------------------------------------------------------------- | --------------------- | ----------------------- | ----------------------- | ---------- | ---------- | --------- | --------- |
| Маттиас Охлин                                                              | 100 м на спине        | 57,51                   | 36                      | Не прошёл  | Не прошёл  | Не прошёл | Не прошёл |
| Патрик Исакссон                                                            | 100 м брасс           | 1:03,05                 | 26                      | Не прошёл  | Не прошёл  | Не прошёл | Не прошёл |
| Стефан Нюстранд Ларс Фроландер Маттиас Охлин Йохан Нюстрём Йохан Вальберг* | 4х100 м вольный стиль | 3:19,80                 | 7                       |            |            | 3:19,60   | 6         |

Женщины
| Спортсменка                                                                                            | Соревнование          | Предварительные заплывы | Предварительные заплывы | Полуфиналы | Полуфиналы | Финал     | Финал     |
| Спортсменка                                                                                            | Соревнование          | Результат               | Место                   | Результат  | Место      | Результат | Место     |
| --- | --------------------- | ----------------------- | ----------------------- | ---------- | ---------- | --------- | --------- |
| Йоханна Сьоберг                                                                                        | 100 м баттерфляем     | 59,59                   | 11                      | 59,15      | 10         | Не прошла | Не прошла |
| Анна-Карин Каммерлинг                                                                                  | 100 м баттерфляем     | 59,88                   | 15                      | 1:00,40    | 16         | Не прошла | Не прошла |
| Камилла Юханссон                                                                                       | 100 м на спине        | 1:04,99                 | 31                      | Не прошла  | Не прошла  | Не прошла | Не прошла |
| Эмма Игельстрём                                                                                        | 100 м брасс           | 1:11,09                 | 22                      | Не прошла  | Не прошла  | Не прошла | Не прошла |
| Йоханна Сьоберг Тереза Альсхаммар Луиза Йонке Анна-Карин Каммерлинг Юсефин Лилльхаге* Малин Сванстрём* | 4х100 м вольный стиль | 3:43,77                 | 6                       |            |            | 3:40,30   |           |

*—участвовали только в предварительном заплыве

### Прыжки в воду
Спортсменов — 1
В индивидуальных прыжках в предварительных раундах складывались результаты квалификации и полуфинальных прыжков. По их результатам в финал проходило 12 спортсменов. В финале они начинали с результатами полуфинальных прыжков.
Женщины
| Спортсмен     | Соревнование | Квалификация | Квалификация | Полуфинал | Полуфинал | Всего  | Финал  | Финал | Всего  | Место |
| Спортсмен     | Соревнование | Очков        | Место        | Очков     | Место     | Всего  | Очков  | Место | Всего  | Место |
| ------------- | ------------ | ------------ | ------------ | --------- | --------- | ------ | ------ | ----- | ------ | ----- |
| Анна Линдберг | трамплин     | 275,34       | 11           | 233,34    | 6         | 508,68 | 325,83 | 5     | 559,17 | 5     |

### Стрельба
Спортсменов — 2
После квалификации лучшие спортсмены по очкам проходили в финал, где продолжали с очками, набранными в квалификации. В некоторых дисциплинах квалификация не проводилась. Там спортсмены выявляли сильнейшего в один раунд.
Мужчины
| Спортсмен     | Соревнование | Квалификация | Место | Финал     | Место     | Всего | Место |
| ------------- | ------------ | ------------ | ----- | --------- | --------- | ----- | ----- |
| Конни Перссон | Трап         | 113          | 13    | Не прошёл | Не прошёл | 113   | 13    |

Женщины
| Спортсмен        | Соревнование   | Квалификация | Место | Финал     | Место     | Всего | Место |
| ---------------- | -------------- | ------------ | ----- | --------- | --------- | ----- | ----- |
| Моника Рундквист | Пистолет, 10 м | 381          | 11    | Не прошла | Не прошла | 381   | 11    |

### Триатлон
Спортсменов — 1
Триатлон дебютировал в программе летних Олимпийских игр. Соревнования состояли из 3 этапов - плавание (1,5 км), велоспорт (40 км), бег (10 км).
Мужчины
| Спортсмен     | Соревнование      | Плавание | Велоспорт | Бег      | Итоговое время | Место | Отставание |
| ------------- | ----------------- | -------- | --------- | -------- | -------------- | ----- | ---------- |
| Йоахим Виллен | личное первенство | 17:48,89 | 59:43,20  | 34:08,71 | 1:51:40,80     | 35    | +03:16,78  |

### Фехтование
Спортсменов — 1
В индивидуальных соревнованиях спортсмены сражаются три раунда по три минуты, либо до того момента, как один из спортсменов нанесёт 15 уколов. В командных соревнованиях поединок идёт 9 раундов по 4 минуты каждый, либо до 45 уколов. Если по окончании времени в поединке зафиксирован ничейный результат, то назначается дополнительная минута до «золотого» укола.
Мужчины
| Соревнование         | Спортсмены      | 1/32 финала        | 1/16 финала                            | 1/8 финала                          | Четвертьфиналы                | Полуфиналы           | Финал матч за 3-е место | Место |
| Соревнование         | Спортсмены      | Соперник Результат | Соперник Результат                     | Соперник Результат                  | Соперник Результат            | Соперник Результат   | Соперник Результат      | Место |
| -------------------- | --------------- | ------------------ | -------------------------------------- | ----------------------------------- | ----------------------------- | -------------------- | ----------------------- | ----- |
| Индивидуальная шпага | Петер Ванки (3) | не участвовал      | Владимир Пченикин (BLR) (35) поб. 15:9 | Паоло Миланоли (ITA) (19) поб. 15:6 | Юг Обри (FRA) (22) пор. 12:15 | Завершил выступление | Завершил выступление    | 5     |